# Live Earth Antartide
Il Concerto Live Earth in Antartide ha avuto luogo il 7 luglio 2007 nella base britannica di  Rothera Research Station, nella penisola Antartica.
L'unica band a suonare sono stati i Nunatak. I Nunatak hanno suonato davanti a 17 persone a una temperatura di -18 °C circondati dai ghiacciai, e sono stati visti in tutto il mondo.

## Ordine delle esibizioni
- Nunatak - "How Many People", "Would You Do it All Again"

## Copertura mediatica

### Televisione
Negli Stati Uniti la NBC Universal ha ripreso il concerto.

### Radio via satellite
Live Earth è stato registrato dalle più grandi radio satelitari degli Stati Uniti come XM Satellite Radio e Sirius Satellite Radio.

### Internet
Tutto il Live Earth era visibile su liveearth.msn.com.